# 另一个欧洲和齐普拉斯
另一个欧洲和齐普拉斯（義大利語：L'Altra Europa con Tsipras），简称另一个欧洲，是意大利的一个已不存在的左翼政党联盟。该联盟成立于2014年3月5日，由左翼生态自由、重建共产党、南蒂罗尔绿党及一些较小的政党、团体还有个人组成。Maffimo Torelli任主席。该联盟参加了2014年欧洲议会选举，赢得3个席位。该联盟支持希腊激进左翼联盟领导人阿莱克西斯·齐普拉斯。2019年9月14日，该联盟解散。该联盟曾是欧洲左翼党的观察员党。

## 外部連結
- 官方網站（页面存档备份，存于）